# Elbsandstein

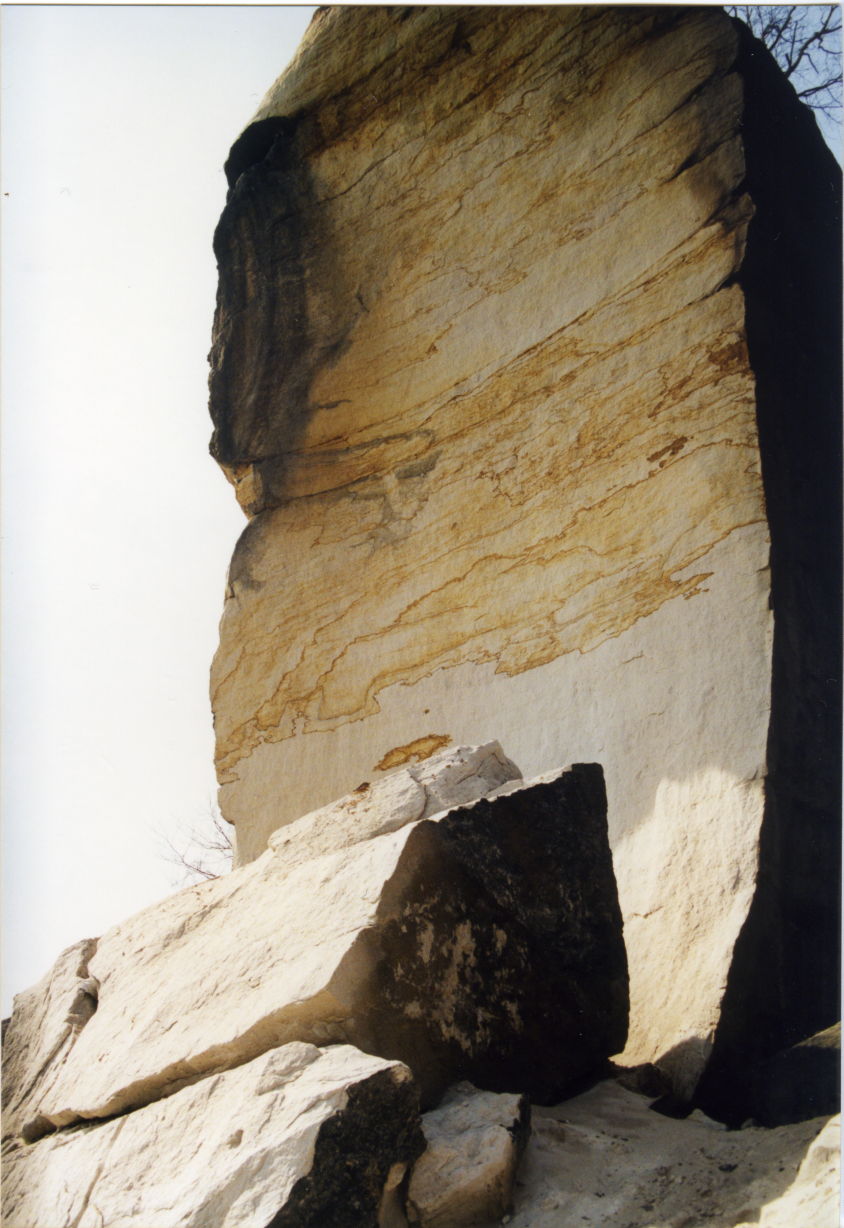
Elbsandstein, wie hier am durch einen Felssturz geprägten Wartturm, kann von einer feingliedrigen, fahnenartigen “Bänderung” durchzogen sein.

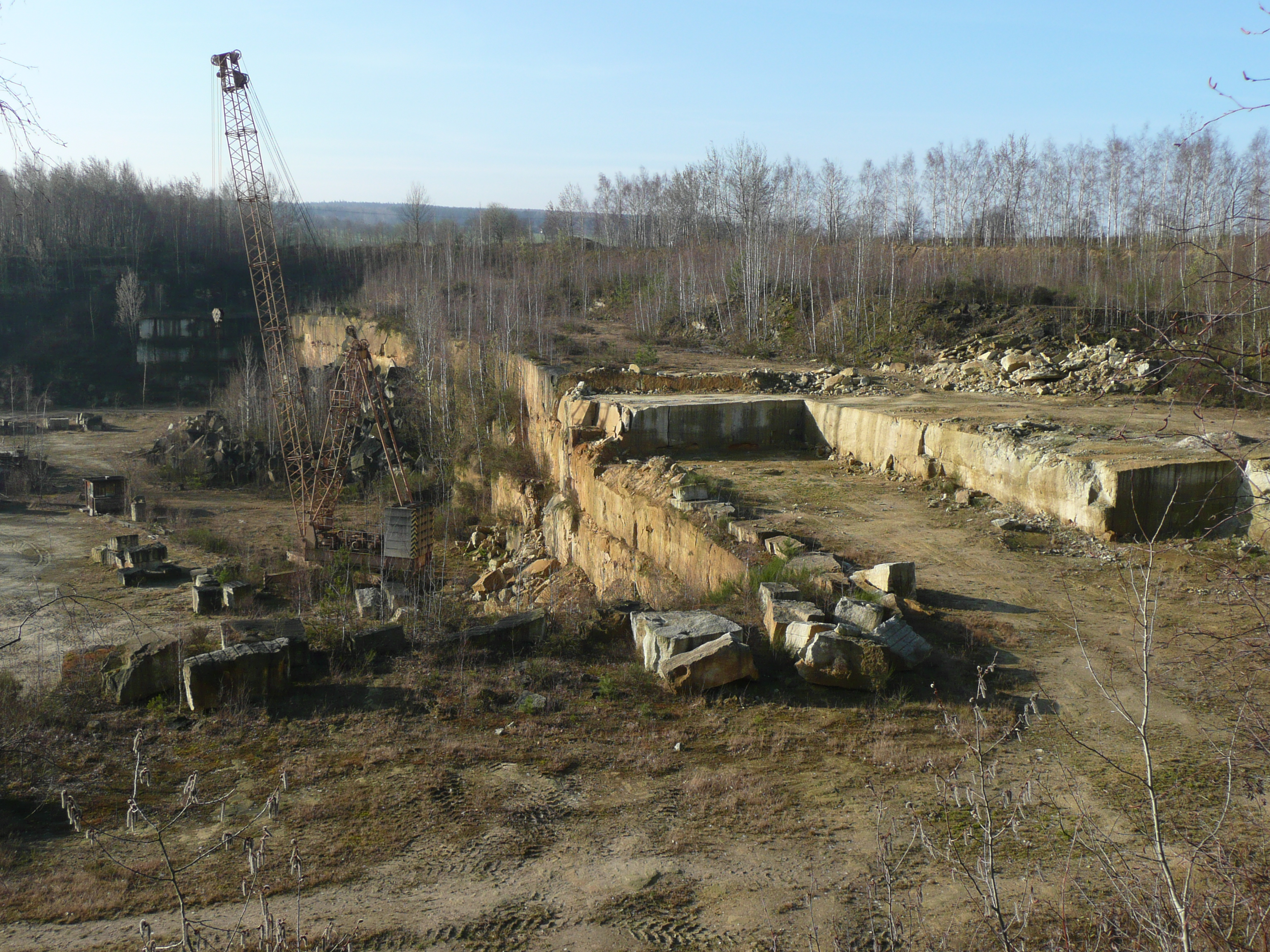
Steinbruch im Lohmgrund bei Cotta

Elbsandstein bezeichnet Sandsteine, deren natürliches Vorkommen sich auf den Norden Böhmens und im Großraum Dresden gelegene Teile Sachsens beschränkt. Benannt ist er nach der Elbe, die sein Verbreitungsgebiet in einem Durchbruchstal, der Elbtalzone, durchzieht. Am auffälligsten tritt er im Elbsandsteingebirge zu Tage, das sich in die Sächsische Schweiz auf deutscher und die Böhmische Schweiz auf tschechischer Seite gliedert. Der Begriff Elbsandstein wird sowohl in geologischen als auch in wirtschaftlichen Zusammenhängen verwendet.

## Geologischer Begriff
Als Elbsandstein im geologischen Sinne werden alle Sandsteintypen zusammengefasst, die im Gebiet der Elbtalkreide auftreten und in der Kreidezeit entstanden sind. Er besteht hauptsächlich aus Quarzkörnern, die kieselig, tonig oder kaolinitisch gebunden sind. Die Anteile und Gehalte mineralischer Akzessorien sind schwankend. Seine Lagerstätten grenzen an die Bereiche des Lausitzer Massivs (Lausitzer Antiklinalzone), des Meißner Massivs, des Gneises des Osterzgebirges, an das Elbtalschiefergebirge und auf dem Gebiet der Tschechischen Republik an die nordöstlichen Ausläufer des Böhmischen Mittelgebirges sowie die Randzone des Egergrabens.

## Petrographie abgebauter Elbsandsteine
Der große Teil der in Steinbrüchen abgebauten Sorten sind Sandsteine mit einer kieseligen Kornbindung. Es handelt sich um Quarzsandsteine, deren Quarzkörner durch die Verfestigung (Diagenese) an ihren Kontaktzonen miteinander verwachsene Kristallstrukturen haben. Als Nebenbestandteile finden sich Feldspat, Glaukonit, Tonminerale und Eisenminerale des Limonitkomplexes. In den Porenzwischenräumen der Sandsteine vom Typ Cotta befinden sich feinkörnige Anteile der Minerale Illit, Kaolinit und Quarz. Das Kaolinit stammt aus vorheriger Zersetzung des Feldspates (Kaolinisierung) an anderen Orten. Die Porenräume der Sandsteine vom Typ Posta enthalten weitgehend keine Füllungen.
Die historischen und neuzeitlichen Steinbrüche befinden sich in Bereichen der kreidezeitlichen Ablagerungen zwischen Unterturon bis Unterconiac. Lithostratigraphisch betrachtet erfolgt die Steingewinnung in der Schmilka-Formation (Turon), Postelwitz-Formation (Mittelturon) und Schrammstein-Formation (Oberturon bis Mittelconiac).
Der Sandstein von Reinhardtsdorf (Postelwitz-Formation, Horizont lamarcki-Pläner) liegt als Werkstein nach geochemischen Kriterien dem Typ Cotta (Tonmineral- und Feldspatgehalte) nahe, mit einigen technischen Eigenschaften des Typs Posta. Die wichtigsten Eigenschaften dieser Werksteinsorten werden von ihren vorhandenen bzw. fehlenden Feinkornanteilen bestimmt.
In der Vergangenheit brach man in wenigen, heute geschlossenen Steinbrüchen Sandsteine, die einen Karbonatgehalt aufweisen. Sie stammen aus oberflächennah entstandenen Lagerstätten und sind nur von geringer wirtschaftlicher Bedeutung gewesen.

## Werksteinsorten
Verfestigte Sandsedimente marinen Ursprungs aus der Oberkreide bilden eine bis zu 400 Meter starke Folge aus mehreren Schichten. Sie werden seit Jahrhunderten abgebaut und als Werkstein verwendet. Der tiefstgelegene, stratigraphisch älteste Werkstein-Horizont wird als Mittelquader oder Cottaer Sandstein bezeichnet, entstand im unteren Turon und findet häufig als Bildhauerstein Verwendung. 
Darüber liegt der im mittleren Turon entstandene Oberquader, der auch als Reinhardtsdorfer Sandstein bekannt ist. Er macht die Hauptmasse des Elbsandsteins aus. Reinhardtsdorfer Sandstein wurde und wird im Dresdner Zwinger verwendet; in jüngerer Vergangenheit wurde mit diesem Stein das Braunschweiger Schloss wiedererrichtet. 
Ihm ähnlich, jedoch von besonderer Qualität, ist der Grillenburger Sandstein, der nicht aus der Sächsischen Schweiz, sondern vom gleichnamigen Ort im Tharandter Wald bei Dresden kommt. Dieser zählt wie der Hetzdorfer und Niederschönaer Sandstein zur Oberhäslich-Formation. Sie wurden wegen ihrer Entstehung innerhalb der Elbtalkreide von einigen Autoren als Elbsandsteine bezeichnet. Nach aktueller Differenzierung fasst man diese Vorkommen als „Erosionsrelikte südlich der Elbe“ zusammen, da ihre Entstehung auf marinen und fluviatilen Vorgängen in einer Trans- und Regressionszone des ehemaligen Kreidemeeres beruht. Diese Sandsteinvarietäten werden nicht mehr abgebaut.
Die oberste, jüngste Sandsteinlage heißt Überquader (stratigraphisch: Schrammstein-Formation) oder Postaer Sandstein und wurde, wie der ähnliche Wehlener Sandstein überwiegend auf der rechten Elbseite abgebaut. Diese im oberen Turon entstandene Sorte weist eine hohe Festigkeit auf und wird als Baustein, besonders in tragender Funktion, verwendet. Unter anderem kam er beim Bau der Dresdner Frauenkirche zum Einsatz.
In gesteinstechnischer Weise ihm ähnlich ist der Sandstein der  eigentlichen Oberhäslich-Formation, wie aus der Paulsdorfer, Höckendorfer und Dippoldiswalder Heide, unweit von Dippoldiswalde bei Dresden.

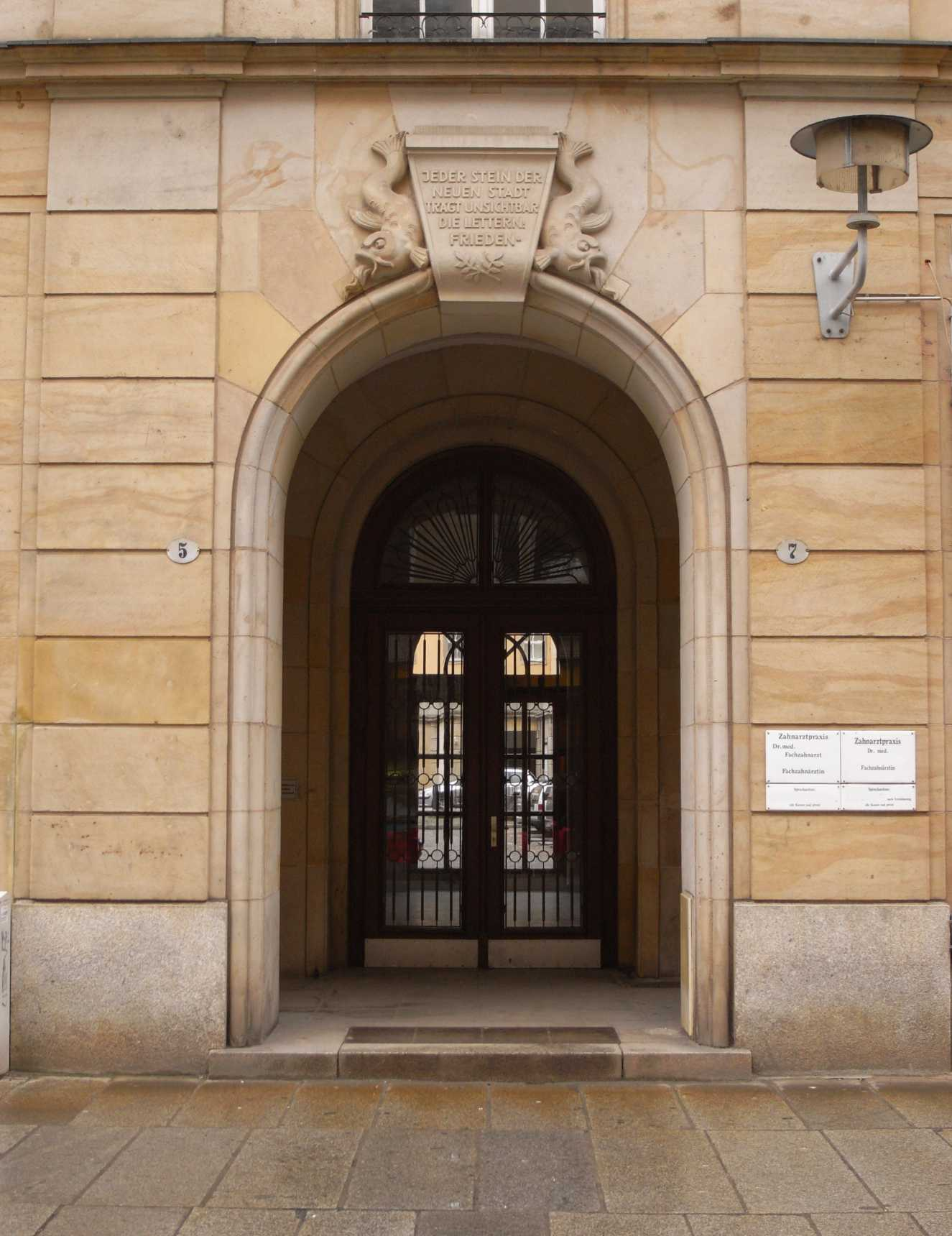
Portal in der Dresdner Altstadt (Weiße Gasse), Sandstein Typ Posta
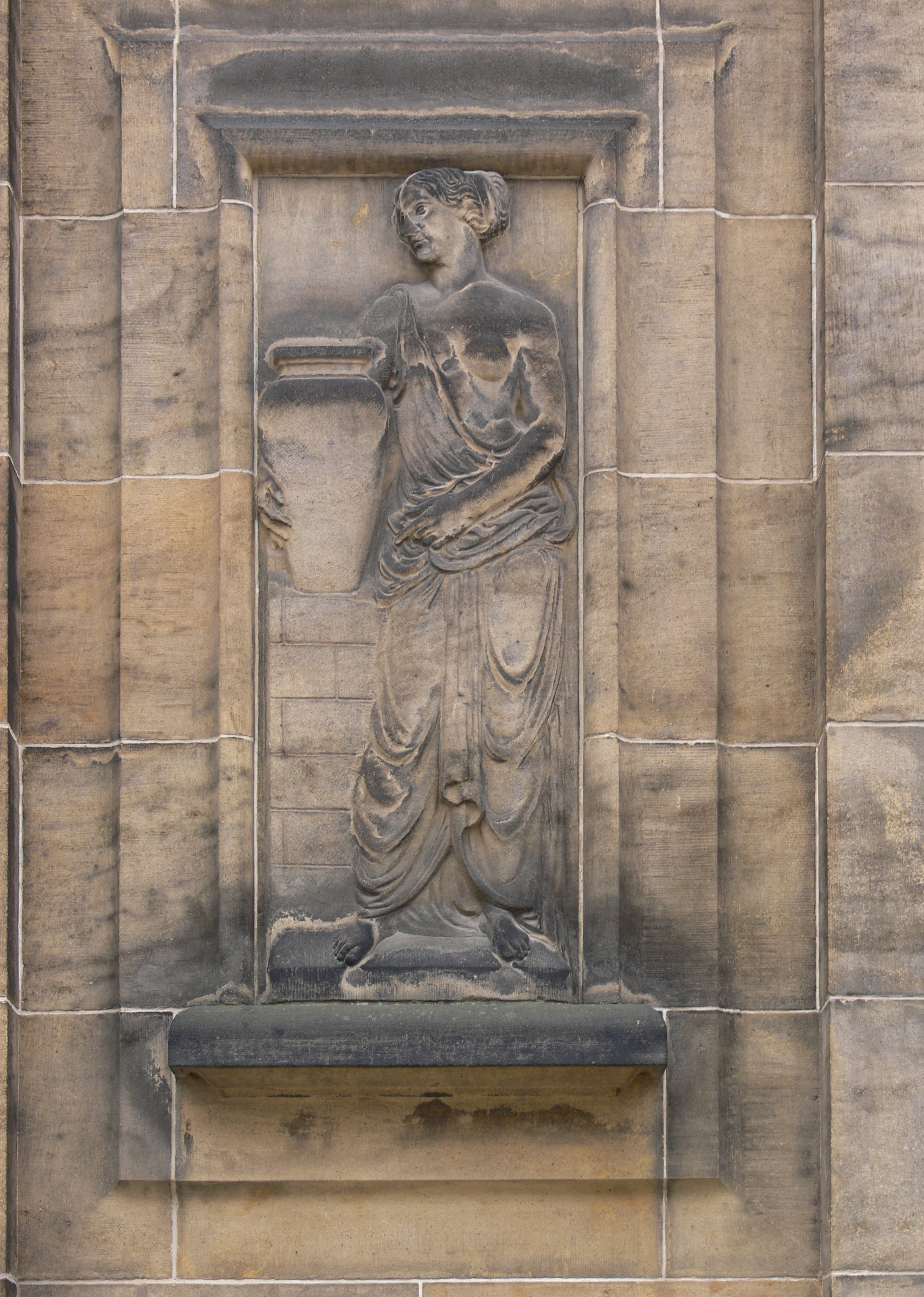
Flachrelief an der Jakobikirche in Chemnitz, Sandstein Typ Posta
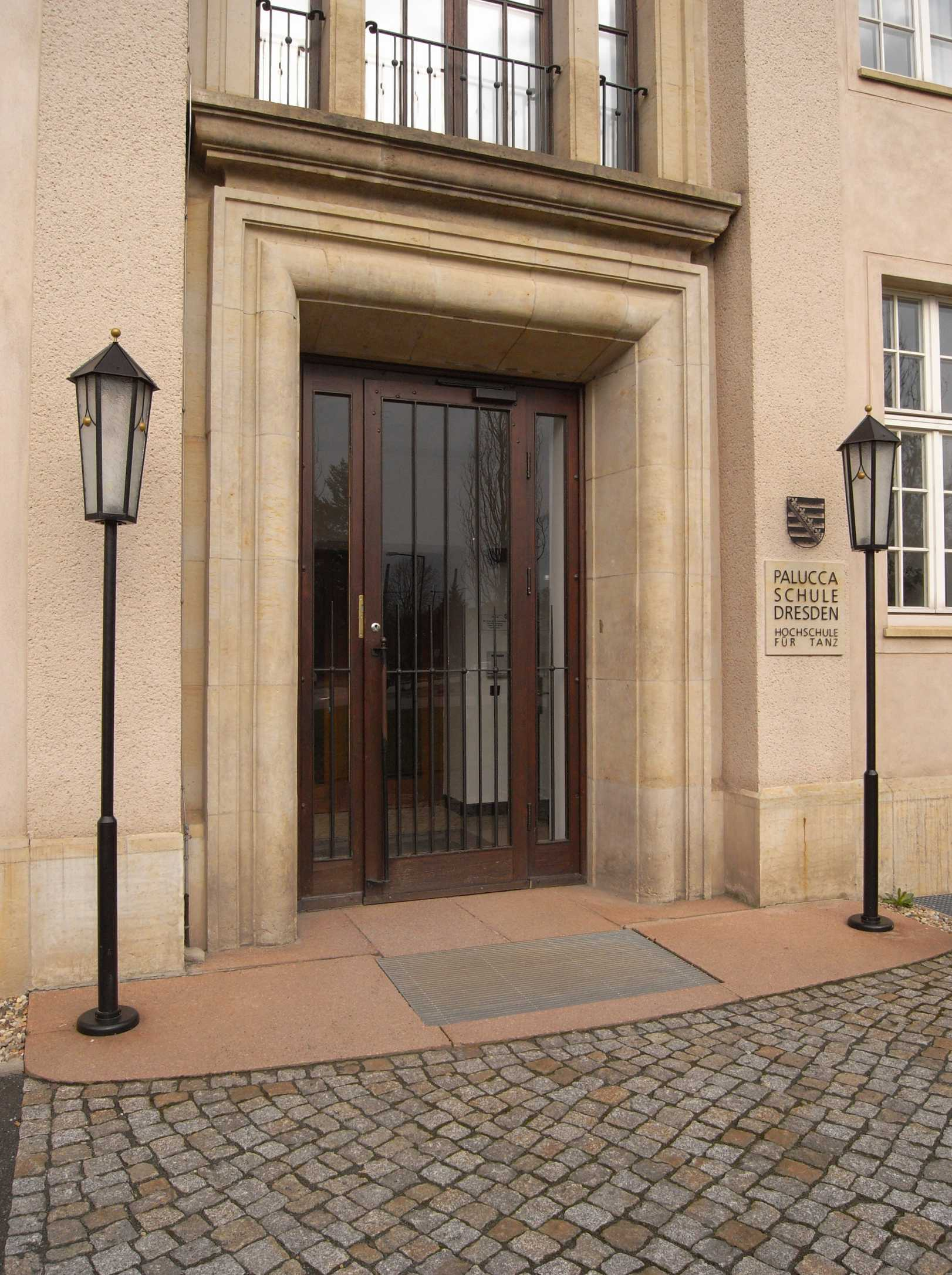
Haupteingang der Palucca Schule Dresden, Türgewände in Sandstein vom Typ Cotta
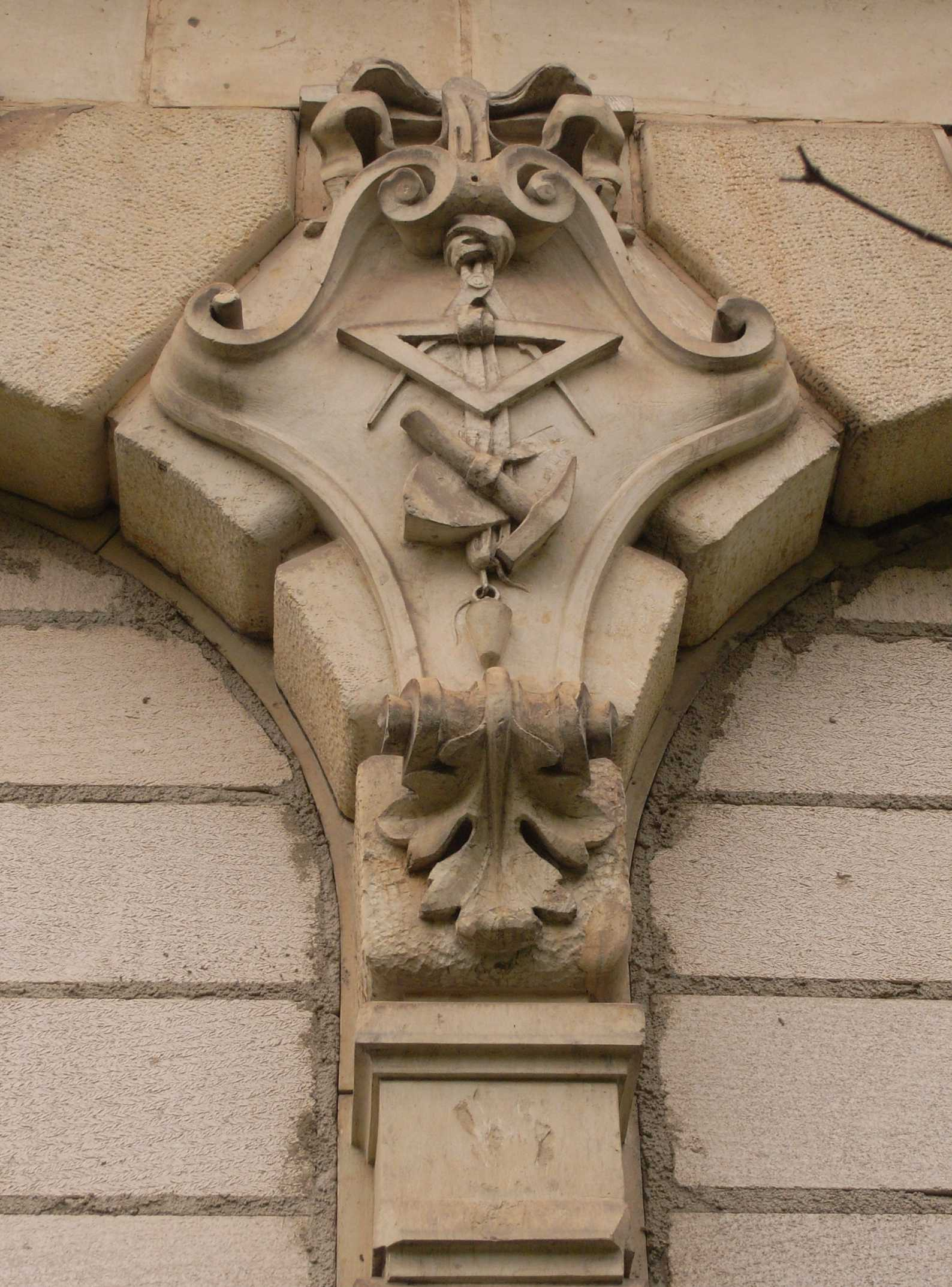
Bauschmuck in Chemnitz, Sandstein vom Typ Cotta

## Transport
Für einen der Hauptgewinnungsorte, die Steinbrüche im Lohmgrund südlich von Pirna, war die Bahnstrecke Pirna–Großcotta errichtet worden. Viele Steinbrüche im Elbtal zwischen Pirna und der Umgebung von Tetschen (hauptsächlich in Niedergrund) konnten ihre Produkte entweder mit der Elbschifffahrt oder auf der  Bahnstrecke Dresden–Děčín abtransportieren.

## Ähnliche Gesteine
- Sandsteine Niederschlesiens aus der Gegend um Bolesławiec (Bunzlau)
- Sandstein Podhorní (Horschitzer Sandstein) aus Ostböhmen